# 김용태 (축구인)
김용태(한국 한자: 金龍泰, 1984년 5월 20일 ~ )는 대한민국의 전 축구 선수이자 현 축구 지도자로 포지션은 미드필더였으며 현재 충남 아산 FC의 코치를 맡고 있다.

## 수상

### 클럽 (선수)
대전 하나 시티즌
- 리그컵 : 4위 (2006)

울산 현대
- K리그1 : 준우승 (2013)